# Лхаса де Села
Лха́са де Се́ла (англ. Lhasa de Sela; 27 вересня 1972 року, Шандакен, Нью-Йорк, США — 1 січня 2010 року, Монреаль, Квебек, Канада) — канадська співачка мексиканського походження. Співала трьома мовами: іспанською, англійською, французькою. ЇЇ стиль — це поєднання традиційної мексиканської музики з клезмером (стиль традиційної нелітургійної музики східноєвропейських євреїв), роком і циганськими мотивами.

## Біографія
Народилася майбутня співачка в 1972 році в районі Біг-Індіен селища Шандакен (округ Олстер штату Нью-Йорк, США). Її батько Алехандро де Села за національністю мексиканець, вчитель іспанської мови, мексиканської літератури епохи конкісти і письменник, який половину свого життя провів у США. Мати — Александра Карам — американка ліванського походження, колишня актриса, що зараз працює фотографом, навпаки, половину свого життя провела в Мексиці.
Своє дитинство Лхаса провела в поїздках по Мексиці та США, отримавши домашню освіту зусиллями своєї матері. Згодом провела більшу частину свого життя в Канаді та Франції.
Почала співати у віці 13 років в ресторані в Сан-Франциско. У віці 19 років переїхала в Монреаль і протягом п'яти років співала в барах, в результаті зібравши матеріал, що став основою для її першого диску, «La Llorona», що вийшов в 1997 році і складався виключно з пісень іспанською мовою, автором яких була вона.
Лхаса померла в ніч з 31 грудня 2009-го на 1 січня 2010 року, після 21 місяця боротьби з раком молочної залози, у віці 37 років, в своєму будинку в Монреалі.

## Дискографія
- 1997 — La Llorona (Audiogram/Atlantic)

| #   | Назва                                      | Тривалість |
| --- | ------------------------------------------ | ---------- |
| 1.  | «De cara a la pared»                       | 4:16       |
| 2.  | «La Celestina»                             | 4:47       |
| 3.  | «El desierto»                              | 3:53       |
| 4.  | «Por eso me quedo»                         | 3:51       |
| 5.  | «El payande»                               | 3:32       |
| 6.  | «Los peces»                                | 3:51       |
| 7.  | «Floricanto»                               | 4:10       |
| 8.  | «Desdeñosa»                                | 4:34       |
| 9.  | «El Pájaro»                                | 3:58       |
| 10. | «Mi vanidad»                               | 4:13       |
| 11. | «El árbol del olvido» (Альберто Хінастера) | 3:11       |

- 2003 — The Living Road (Audiogram/Nettwerk)
- 2009 — Lhasa

## Кліпи
- 1997 — El Desierto
- 2005 — Con toda palabra
- 2009 — Rising
- 2009 — Cold Souls